# 伊万·普罗斯库罗夫
伊万·约瑟福维奇·普罗斯库罗夫（羅馬化：Ivan Iosifovich Proskurov；1907年2月18日—1941年10月28日），苏联中将、格鲁乌部长，曾经以飞行员中尉的身份参加西班牙内战。1941年6月被指控为德国间谍遭到逮捕，10月被处死。1954年获得平反。